# سوخوي سو-7
سوخوي سو-7 (روسي: Сухой Cу-7) (لقب تعريف الناتو: فيتر-إيه Fitter-A) هي طائرة مقاتلة-قاذفة نفاثة من تصميم مكتب سوخوي في الاتحاد السوفييتى السابق. خدمت السوخوي-7 في القوات الجوية السوفيتية، كما صدرت للعديد من دول الكتلة الشرقية ودول الشرق الأوسط.

## التطوير

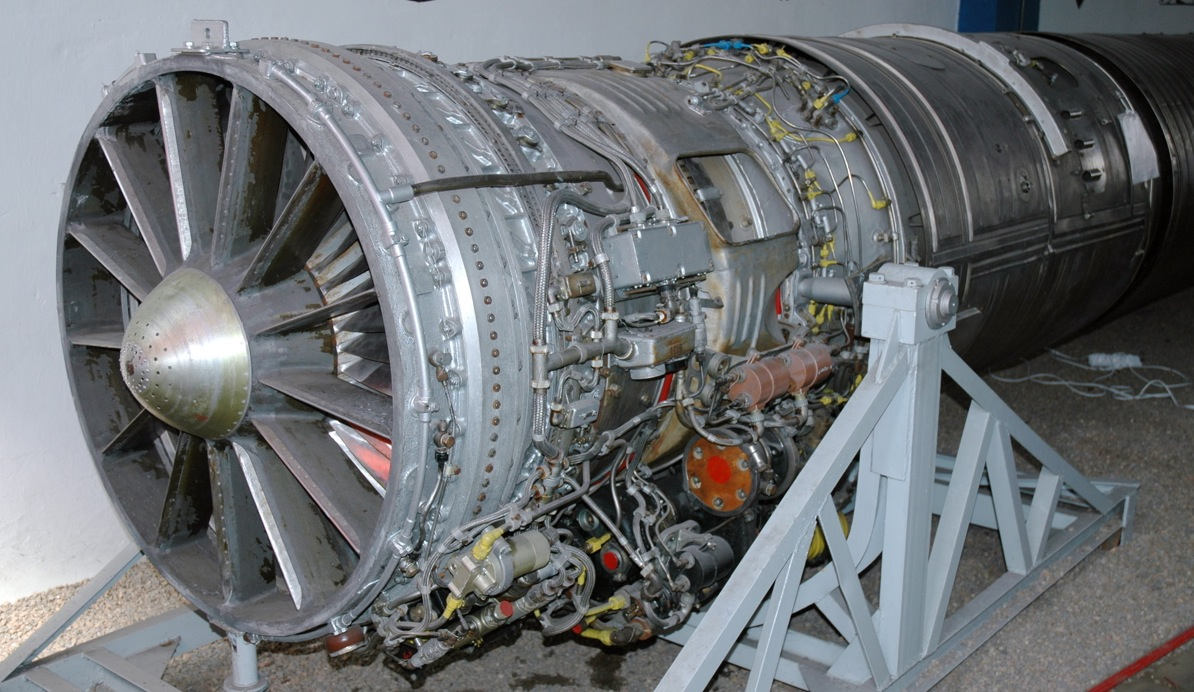
المحرك النفاث ليولكا AL-7F1، معروض في متحف الطيران البولندي، كراكوف

في 14 مايو 1953، تم إعادة افتتاح مكتب سوخوي لتصميم الطائرات، بحلول صيف هذا العام بدأ المكتب العمل على طائرة تكتيكية ذات أجنحة منكسرة للحصول على السيطرة الجوية فوق أرض المعركة. كان من المقرر أن يستخدم النموذج الأولي من هذه الطائرة والذي سمي إس-1 (S-1) المحرك النفاث الجديد ليولكا إيه.إل-7 (Lyulka AL-7) وأصبحت هذه الطائرة أول طائرة سوفيتية تستخدم ذنب متحرك بالكامل للطائرة كما كانت أول طائرة سوفيتية تستخدم مخروط متحرك في مدخل الهواء للتحكم في الهواء الداخل إلى المحرك في السرعات الفوق-صوتية. كما كانت زاوية انكسار الأجنحة كبيرة وتصل إلى 60° كما ضمت مقعدا قذفيا من تصميم مكتب سوخوي.
طارت «الإس-1» لأول مرة في 7 سبتمبر 1955 وكان بها الطيار كوشيتكوف. زودت الطائرة بنسخة من المحرك إيه.إل-7 مزودة غرفة احتراق مساعدة، بعد 11 رحلة استطاعت الطائرة ان تحطم الرقم القياسي السوفييتي في السرعة، حيث بلغت سرعتها 2170 كم/ساعة (ماخ 2.04) في إبريل 1956. كان مخططا في البداية أن تحمل النسخة الأولية ثلاث رشاشات 37 مم من طراز «نودلمان» و32 صاروخ غير موجه 57 مم. تم إجراء بعد التعديلات والتحسينات في ديناميكا الهواء النموذج الأوليّ الثاني. كانت اختيارات الطائرة معقدة وصعبة وقد تحطم النموذج «إس-1» وقتل فيه الطيار «سولوكوف» في 23 نوفمبر 1956 نتيجة لعدم كفاءة المحرك.
دخلت السوخوي-7 الخدمة في عام 1959 وشهدت استخداما بسيطا.
في 31 يوليو 1958، تم تكليف سوخوي بتطوير نسخة هجوم أرضي من السوخوي-7، فكانت النتيجة السوخوي-22 والتي حملت نفس الملامح العامة للطائرة «إس-2» وضمت فقط بعد التعديلات في جسم الطائرة لتستطيع الطيران بسرعات عالية في الارتفاعات المنخفضة. طارت لأول مرة في شهر مارس من عام 1959 ودخلت الخدمة في 1961 تحت اسم سو-B7.
تم بناء 1847 وحدة من السو-7 وطرازاتها المختلفة، تم تصدير 691 منها.

## المواصفات

### الصفات العامة
- الطاقم: 1.
- الطول: 16,8 متر.
- المسافة بين الجناحين: 9.31 متر.
- الارتفاع: 4.99 متر.
- مساحة الأجنحة: 34 متر².
- الوزن فارغة: ,330 كغم.
- الوزن محملة: 13,570 كغم.
- أقصى وزن: 15,210 كغم.
- المحرك: محرك نفاث واحد من نوع ليولكا إيه.إل-7 (Lyulka AL-7) مزود بغرفة احتراق إضافية يعطي قوة دفع 94.1 كيلو نيوتن.
- خزان الوقود: 3,220 كغم.

### الأداء
- السرعة القصوى: ماخ 0.94 (1,150 كم/ساعة) عند مستوى سطح البحر، ماخ 2.02 (2,150 كم/ساعة) عند الارتفاعات العالية.
- المدى: 1.650 كم.
- أقصى ارتفاع: 17,600 متر.
- معدل الصعود: 160 متر/ثانية.
- الحمل على الأجنحة: 434.8 كغم/متر².
- النسبة دفع-وزن: 0.71

### التسليح

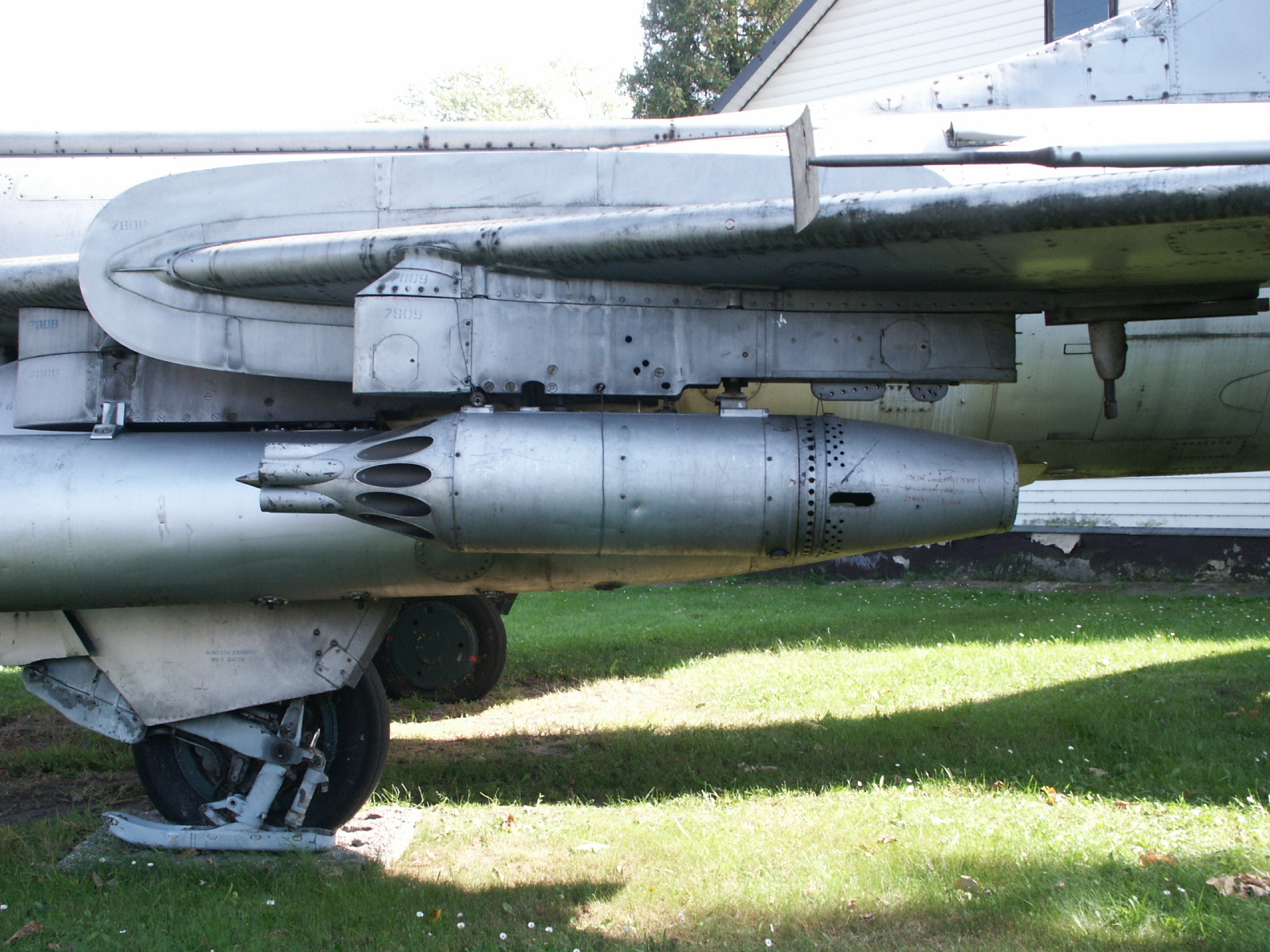
صورة تظهر جهاز إطلاق الصواريخ 57 مم

- رشاشين 30 مم من نوع نودلمان-ريختر إن.أر-30 بماسورة واحدة، يحمل كل منهما 80 طلقة.
- حوالي 2000 كغم من الأسلحة جو-جو وجو-أرض يمكن تركيبهم على ست نقاط تحت الأجنحة. وبشكل عام حملت الطائرة خزانين وقود تحت كل جناح سعة كل منهما 600 لتر وتشكيل من القنابل وزنها 250 أو 500 كغم بالإضافة إلى صواريخ غير موجهة 57 مم. كما أنه من الممكن ان تحمل قنبلة نووية سعة 5 كيلوطن.

## وصلات خارجية
- - سو-7 من موقع جلوبال سيكيوريتي.
- سو-7 من موسوعة مقاتل من الصحراء